# 奥利弗·科恩
奥利弗·科恩（德語：Oliver Korn，1984年6月10日—），德国男子曲棍球运动员。他曾代表德国国家队参加2008年和2012年夏季奥林匹克运动会曲棍球比赛，获得二枚金牌。